# Sebastiania cornuta
Sebastiania cornuta är en törelväxtart som beskrevs av Mcvaugh. Sebastiania cornuta ingår i släktet Sebastiania och familjen törelväxter. Inga underarter finns listade i Catalogue of Life.